# Zuidhorn (Westerkwartier)
Zuidhorn (en groningois : Zuudhörn) est une localité et le chef-lieu de la commune néerlandaise de Westerkwartier, situé dans la province de Groningue. 

## Géographie
La localité est située à 9 km à l'ouest de Groningue, dont elle constitue une banlieue. Elle est bordée par le canal Van Starkenborgh.
Zuidhorn possède une gare ferroviaire sur la ligne entre Groningue et Leeuwarden. Elle est aussi desservie par la route N355 qui relie ces deux villes.

## Histoire
Zuidhorn constitue la principale localité et le chef-lieu de la commune homonyme avant le 1er janvier 2019, date à laquelle elle fusionne avec Grootegast, Leek et Marum, ainsi qu'avec une partie de celle de Winsum, pour former la nouvelle commune de Westerkwartier.
L'urbanisation se développe avec notamment la construction du nouveau quartier d'Oostergast depuis 2007.

## Démographie
En 2019, Zuidhorn comptait 7 220 habitants.

## Sites et monuments
L'église réformée remonte aux XIIe et XIIIe siècles. L'ancien hôtel de ville a été construit en 1915 dans un style néogothique par l'architecte Klaas Siekman.

## Personnalités
- Remco Balk, né en 2001, footballeur.
- Paul Blokhuis, né en 1963, politicien.